# كلينتون ماتا
كلينتون ماتا (7 نوفمبر 1992 بفيرفييتوا في بلجيكا - ) هو لاعب كرة قدم بلجيكي في مركز الوسط. شارك مع منتخب أنغولا لكرة القدم. أما مع النوادي، فقد لعب مع نادي رويال شارلروا ونادي يوبين.

## مسيرته الكروية
لعب كلينتون ماتا خلال مسيرته الاحترافية مع 4 أندية في عشرة مواسم وسجل خلالها 5 أهداف ضمن 213 مباراة. ولم يفز بأي موسم بالكأس وفاز في موسم واحد بالدوري.
خاض كلينتون ماتا مسيرته مع نادي يوبين في موسم 2011–12 واستمر معه طيلة ثلاثة مواسم، مشاركًا في 62 مباراة سجل خلالها هدفين. ثم انتقل إلى نادي رويال شارلروا في موسم 2014–15 ليلعب معه أربعة مواسم، حيث شارك في 78 مباراة سجل خلالها هدفًا واحدًا. لينتقل بعدها إلى نادي جينك في موسم 2017–18 لمدة موسم واحد، مشاركًا في 24 مباراة ولم يسجل أي هدف. ثم انتقل إلى نادي كلوب بروج في موسم 2018–19 ولمدة موسمين، مشاركًا في 49 مباراة سجل خلالها هدفين.

## روابط خارجية
- كلينتون ماتا على موقع الاتحاد الأوربي (الإنجليزية)
- كلينتون ماتا على موقع إي إس بي إن إف سي (الإنجليزية)
- كلينتون ماتا على موقع قاعدة بيانات كرة القدم.إي يو (الإنجليزية)
- كلينتون ماتا على موقع بيانات كرة القدم. دي إي (الألمانية)
- كلينتون ماتا على موقع ليكيب (الفرنسية)
- كلينتون ماتا على موقع ناشيونال فوتبول تيمز (الإنجليزية)
- كلينتون ماتا على موقع Soccerway.com (الإنجليزية)
- كلينتون ماتا على موقع عالم كرة القدم.نت (الإنجليزية)
- كلينتون ماتا على موقع AS.com (الإسبانية)